# Mabea klugii
Mabea klugii är en törelväxtart som beskrevs av Julian Alfred Steyermark. Mabea klugii ingår i släktet Mabea och familjen törelväxter. Inga underarter finns listade i Catalogue of Life.